# Depresiunea și Munții Ciucului
Depresiunea și Munții Ciucului este o arie protejată (arie de protecție specială avifaunistică — SPA) din România întinsă pe o suprafață de 51.784,3 ha, integral pe uscat.

## Localizare
Situl se întinde pe teritoriile administrative ale comunelor Cârța, Căpâlnița, Ciceu, Ciucsângeorgiu, Cozmeni, Dănești, Frumoasa, Leliceni, Lunca de Sus, Mădăraș, Mihăileni, Păuleni-Ciuc, Racu, Sâncrăieni, Sânmartin, Sânsimion, Sântimbru, Siculeni, Tușnad și Zetea; și pe cele ale municipiului Miercurea Ciuc și orașului Vlăhița din județul Harghita. Centrul sitului Depresiunea și Munții Ciucului este situat la coordonatele 46°25′13″N 25°45′23″E / 46.420275°N 25.756367°E.

## Înființare
Arealul Depresiunea și Munții Ciucului a fost declarat arie de protecție specială avifaunistică (ROSPA0034) în octombrie 2007 pentru a proteja 24 de specii de animale. Situl include rezervațiile naturale: Mlaștina Csemő - Vrabia, Mlaștina Valea de Mijloc, Mlaștina Beneș, Mlaștina Borsároș - Sâncrăieni și Mlaștina Nyirkert.

## Biodiversitate
Situată în ecoregiunea alpină, aria protejată nu include niciun habitat protejat.
La baza desemnării sitului se află mai multe specii protejate de  păsări (24): minunița (Aegolius funereus), acvilă țipătoare mică (Aquila pomarina), cocoșul de mesteacăn (Bonasa bonasia), caprimulg (Caprimulgus europaeus), barză albă (Ciconia ciconia), barză neagră (Ciconia nigra), șerpar (Circaetus gallicus), erete de stuf (Circus aeruginosus), erete vânăt (Circus cyaneus), erete cenușiu (Circus pygargus), cristeiul de câmp (Crex crex), ciocănitoare cu spate alb (Dendrocopos leucotos), ciocănitoare de grădină (Dendrocopos syriacus), ciocănitoare neagră (Dryocopus martius), muscar-gulerat (Ficedula albicollis), muscar (Ficedula parva), ciuvică (Glaucidium passerinum), sfrâncioc roșiatic (Lanius collurio), viespar (Pernis apivorus), ciocănitoare de munte (Picoides tridactylus), ciocănitoare verzuie (Picus canus), cresteț pestriț (Porzana porzana), huhurezul mic (Strix uralensis),  cocoș de munte (Tetrao urogallus).